# Dick Bruna
Hendrikus “Dick” Magdalenus Bruna (født 23. august 1927 i Utrecht, død 16. februar 2017 i Utrecht), var en nederlandsk grafiker, illustrator og forfatter af børnebøger. Han er kendt for sine børnebøger om Nijntje, der på dansk er kendt som Miffy.

## Liv
Dick Bruna blev født som søn af udgiver Abs (A. W.) Bruna (1902-1996). Han var fætter af iværksætter og udgiver Henk Bruna. Under Anden Verdenskrig skjulte familien i et par år i Loosdrecht, fordi faren nægtede at blive indlemmet ved den tyske Arbeitseinsatz. Efter krigen var det målet, at Bruna skulle blive udgiver og dermed følge i fodsporene af sin far, bedstefar og oldefar. For at forberede sig til det rejste Bruna til London og Paris.
I Paris besøgte han alle former for museer, hvilket overbeviste ham, at han hellere ville være kunstner. Da Bruna vendte tilbage til Nederlandene, begyndte han derfor at studere på Rijksakademie van beeldende kunsten i Amsterdam, men meget hurtigt gav han op igen. I stedet for startede Bruna som tegner ved forlaget A.W. Bruna & Zoon.
Bruna blev gift i 1953 og havde tre børn. Han døde i februar 2017 i en alder af 89 år i hans hjemby Utrecht.

## Arbejde
Dick Bruna begyndte sin karriere med at designe bogomslag. Mellem 1952 og 1972 designede han omkring 1800, herunder mange i den "Zwarte Beertjes"-serier, bøger af den nederlandske forfatter Havank (Inspektør Carlier, med pseudonymet Skyggen) og for forfattere, Georges Simenon (Kommissær Maigret), Leslie Charteris (Saint), Jean Bruce (OSS 117) og Ian Fleming (James Bond). Han har også designet adskillige plakater, både for hans eget forlag, og for andre indstillinger.
I 1953 udgav han sin første børnebog, De Appel (Æblet). Af sine mange børnebøger er Nijntje, den mest berømte karakter; en hvid kanin med menneskelige træk. Første miffy-bogen blev udgivet i 1955. På en ferie ved den nederlandske kyst ved Egmond aan Zee tegnede Bruna for sin søn den første historie, der blev inspireret af sønnens kanin. Det samlede antal af Brunas børnebøger stod i begyndelsen af 2007 på 120. Bruna har også designet pædagogiske bøger om læse-og regnefærdigheder, farver og geometriske former. Bøgerne er genkendelige ved deres kvadratiske format. Indtil 2011 arbejdede han til daglig i hans studio i Utrechts indre by. Nijntje blev også brugt i reklamer og Postbus51 beskeder.
Bruna skrev tredive eventyr af Nijntje. De er udgivet på over halvtreds sprog, med særlig høj oplag i Japan. I de senere år blev Miffy altid udgivet under navnet Miffy, Miffi eller Mifi, men de blev tidligere udgivet under forskellige andre navne. For eksempel, på fransk (Mouffe, Petit Lapin), tysk (Nientje, Ninchen), finsk (Milla), svensk (Lilla Kanin), Afrikaans (Kleintjie, Katryntjie), Tswana (Kleintjie), Sotho (Monyenyane, Mosetsanyana), Tsonga (Ntsongwana), Siswati (Potjana), Venda (Tshituku), Xhosa (Umifi), Papiaments (Nènchi), Arabisk (Naynti), Japansk (Usako-chan), Kinesisk (Mi fei), tyrkisk (Lâle) og portugisisk (Coelhinho). De oversatte bøger i Nederlandene (Frisisk og tyrkisk) kaldte hende bare Nijntje.

## Påvirkninger
Brunas stil i hans tidlige periode blev påvirket af designere, og malere fra den nederlandske skole af De Stijl, som Bart van der Leck, Piet Mondriaan og Gerrit Rietveld, og de franske malere, Fernand Léger og Henri Matisse.

## Merchandising
Nijntjeprodukter sælges over hele verden. I Nederlandene har Nijntje to egne butikker: de winkel van nijntje i Maastricht og Amsterdam.

## Offentlig anerkendelse
Dick Bruna blev hædret mange gange, og talrige udstillinger var dedikeret til sit arbejde. Nijntje er hovedpersonen i fire succesfulde børnemusicals, med tekster af Ivo de Wijs og musik af Joop Stokkermans. 18. februar 2006 åbnede i Utrecht dick bruna huis som en del af Centraal-Museum. I 2015, det blev konverteret til Nijntje museum; børnenes museum for småbørn og førskolebørn. Hertil kommer, at der er en oversigt over hans grafiske arbejde, som er et sted, hvor børn kan komme og tegne og være kreativ. Bruna gav mere end 7000 objekter til lån. Et udvalg af skiftende udstillinger blev præsenteret på museet. I september 2015 blev en komplet studie af kunstneren overført til loftet i samme museum, herunder sin cykel, hvor han, selv i sin gamle dage cyklede frem og tilbage på, fra hjemmet til studiet.
I sin hjemby i Utrecht er en gade opkaldt efter Bruna; den hedder Dick Brunasingel. Også i Utrecht står ved begyndelsen af "Van Asch Van Wijckskade" en statue af Nijntje på Nijntje pleintje. Statuen blev lavet af Dick Brunas søn, Marc Bruna.
Bruna var en Kommandør af den nederlandske Løve Orden.

## Arbejde i offentlige samlinger (udvalg)
- Centraal-Museet, Utrecht
- Rijksmuseum, Amsterdam[7]